# Blickle Räder+Rollen

Hauptsitz in Rosenfeld

Die Blickle Räder+Rollen GmbH u. Co. KG ist ein deutscher Hersteller von Rädern und Rollen. Das Unternehmen beschäftigt heute rund 1300 Mitarbeiter weltweit, davon über 900 am Stammsitz in Rosenfeld im baden-württembergischen Zollernalbkreis.

## Geschichte
Das Unternehmen wurde 1953 gegründet, als Wilhelm Sülzle seine Eisenwarenfabrik unter seinen Söhnen und dem Schwiegersohn Heinrich Blickle in drei eigenständige Firmen aufteilte. Die neu gegründete Firma Blickle führte die Produktion der eisernen Schubkarrenräder fort und entwickelte daraus ein Programm an Rädern, Lenk- und Bockrollen.  Nach dem Tod des Firmengründers Heinrich Blickle übernahm 1961 dessen Frau Elisabeth Blickle die Geschäftsführung. 1967 wurde die erste internationale Blickle-Vertriebsgesellschaft in der Schweiz gegründet.
Im Jahr 1972 folgte der Bau eines neuen Verwaltungs- und Produktionsgebäudes im Rosenfelder Industriegebiet, wo sich der Stammsitz des Unternehmens bis heute befindet. 1977 trat mit Reinhold Blickle der älteste Sohn des Firmengründers und somit die zweite Generation in das Unternehmen ein. Anfang der 1980er Jahre erfolgte die Erweiterung des Verwaltungsgebäudes. Im Jahr 1992 übernahm Blickle den Produktionsbereich „Apparaterollen“ der Firma Hülsbeck & Fürst in Velbert. 1998 stieg Blickle in die Herstellung von Polyurethanrädern ein.
Im Zuge des weiteren Wachstums wurde 2002 das neue Verwaltungsgebäude fertiggestellt und bezogen. 2006 entstand ein neuer Produktionszweig mit der Beteiligung an einem Kunststoffspritzgussbetrieb und der Gründung der Firma BW-Plast GmbH. Die Integration des Betriebes erfolgte direkt am Standort Rosenfeld. 2010 investierte Blickle in ein Logistikzentrum mit automatischem Hochregal- und Kleinteilelager.
2013 wurde die Blickle Vertriebsgesellschaft in Taicang in China gegründet. Im Jahr 2014 übernahm Blickle den Schweizer Rollenhersteller Progressus AG.
2015 wurde am Hauptsitz in Rosenfeld ein drittes Hochregallager mit 40 Metern Höhe gebaut. Seit 2017 ist mit Sarah Blickle-Fenner und David Blickle die dritte Generation im Unternehmen aktiv. Beide wurden 2021 nach mehrjähriger Tätigkeit in der Firma zu Geschäftsführern der Blickle Gruppe ernannt. Im Jahr 2020 wurde mit dem Bau einer neuen Polyurethanfertigung wie auch eines neuen Verwaltungsgebäudes mit dem Blickle Experience Centers sowie des Betriebsrestaurants begonnen. Im Juli 2023 wurden diese Bauwerke anlässlich des Firmenjubiläums eingeweiht.
In den letzten Jahrzehnten hat sich das Familienunternehmen zu einem der weltweit führenden Hersteller von Rädern und Rollen entwickelt.

## Produkte

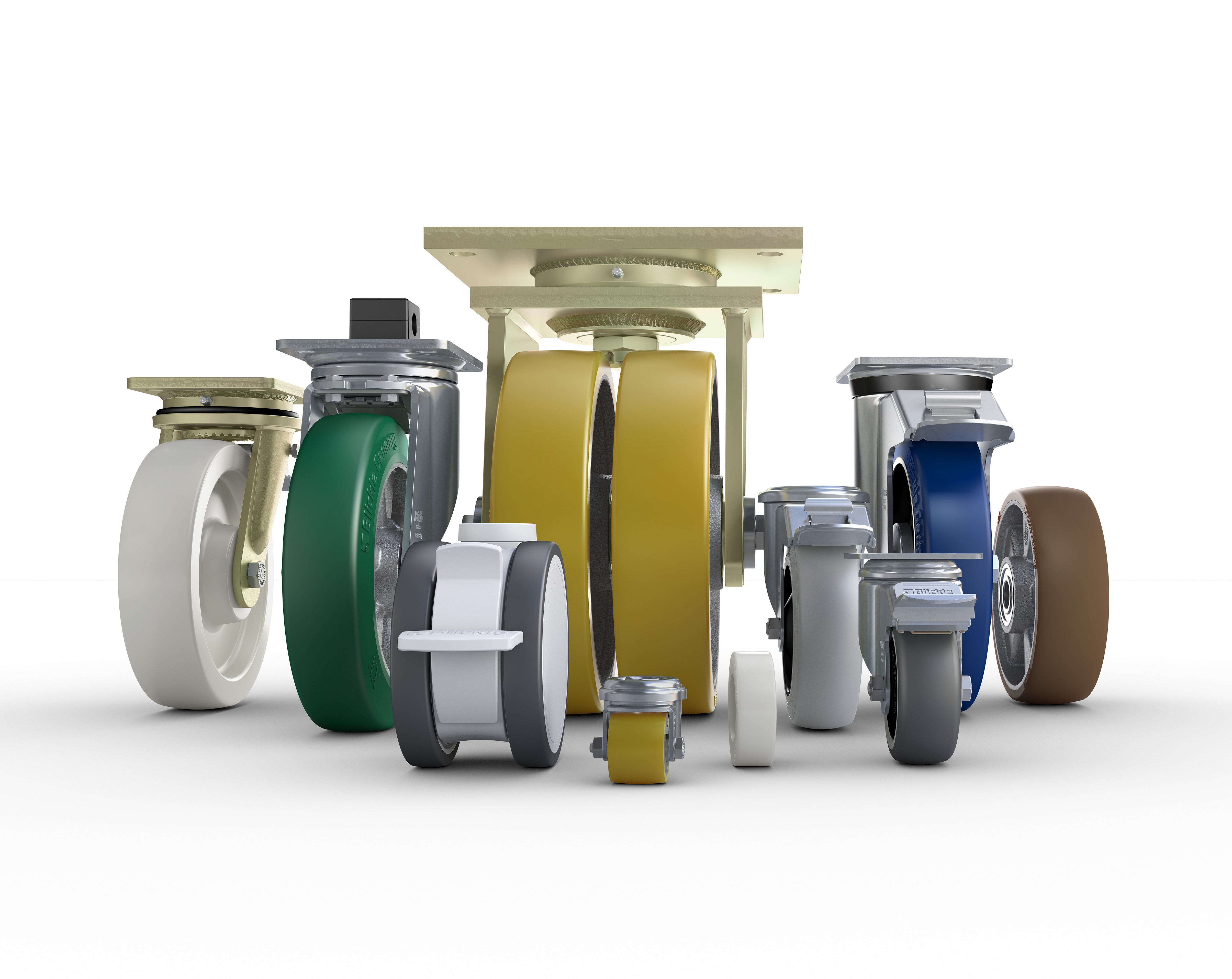
Räder und Rollen von Blickle

Das Produktportfolio umfasst mehr als 30.000 verschiedene Räder- und Rollentypen im Tragfähigkeitsbereich von 20 Kilogramm bis 100 Tonnen. Darüber hinaus bietet Blickle individuelle Sonderlösungen. Neben dem bestehenden Standardprogramm bietet Blickle auch elektrische Antriebssysteme der Serie ErgoMove an.
Blickle Räder und Rollen sind weltweit in fast allen Branchen im Einsatz. Zu den Anwendungsbereichen zählen beispielsweise die Intralogistik, die Fördertechnik, der Anlagen- und Maschinenbau, die Lebensmittelbranche und die Medizintechnik.

## Standorte
Neben dem Stammsitz in Rosenfeld unterhält Blickle 21 eigene Vertriebsgesellschaften in Europa, Nordamerika, Asien und Australien und exportiert in über 120 Länder weltweit.
Die Produktion befindet sich ausschließlich am Hauptsitz in Rosenfeld.